# 김철민 (기자)
김철민(金哲民, 1967년 9월 24일 ~ )은 대한민국 한국방송공사의 기자 겸 해설위원이다. 전 KBS 뉴스 9 평일 앵커이다.

## 학력
- 국민학교 (1975년 3월 만 8세 입학 ~ 1981년 2월 만 14세 졸업)
- 중학교 (1981년 3월 만 14세 입학 ~ 1984년 2월 만 17세 졸업)
- 고등학교 (1984년 3월 만 17세 입학 ~ 1987년 2월 만 20세 졸업)
- 성균관대학교 무역학 학사 (1987년 3월 만 20세 ~ )

## 경력
- 1994년 : KBS 20기 공채 기자
- KBS 보도국 정치외교부 기자
- KBS 보도국 사회부 기자
- KBS 보도국 경제부 기자
- 2006년 : KBS 보도국 정치외교부 차장
- 2007년 7월 : KBS 보도본부 국제팀 방콕특파원
- 2011년 1월 : KBS 보도본부 보도국 사회1부 팀장
- 2014년 6월 : KBS 기자협회장
- KBS 프로덕션2시사데스크 기자
- KBS 보도국 뉴스제작3부 기자
- KBS 보도국 뉴스제작1부 기자
- KBS 앵커
- 일자 미상 ~ 2019년 11월 / 2020년 ~ 2021년 12월: KBS 해설위원
- KBS 보도본부 통합뉴스룸(사회) 네트워크부장
- 2019년 11월 ~ 2020년 : KBS 보도본부 통합뉴스룸 사회재난주간
- 2021년 12월 : KBS 보도본부 뉴스전문위원실장
- 2022년 7월 ~ 2023년 11월 : KBS 보도본부 통합뉴스룸 저널리즘책무실장
- 2024년 11월 ~ : KBS 수신료국

## 진행

### 텔레비전
- 2002년 ~ 2003년 : KBS1 주말 《KBS 뉴스 9》
- 2011년 ~ 2012년 : KBS1 《KBS 뉴스 12》
- 2018년 4월 16일 ~ 12월 31일 : KBS1 평일 《KBS 뉴스 9》
- 2023년 5월 6일 ~ 11월 11일 : KBS1 《남북의 창》

### 라디오
- 2020년 8월 10일 ~ 2021년 6월 : KBS 제1라디오 《뉴스 중계탑》

## 수상
- 2002년 한국기자협회 이달의 기자상
- 2002년 방송기자협회 이달의 방송기자상